# Nobelpriset i kemi

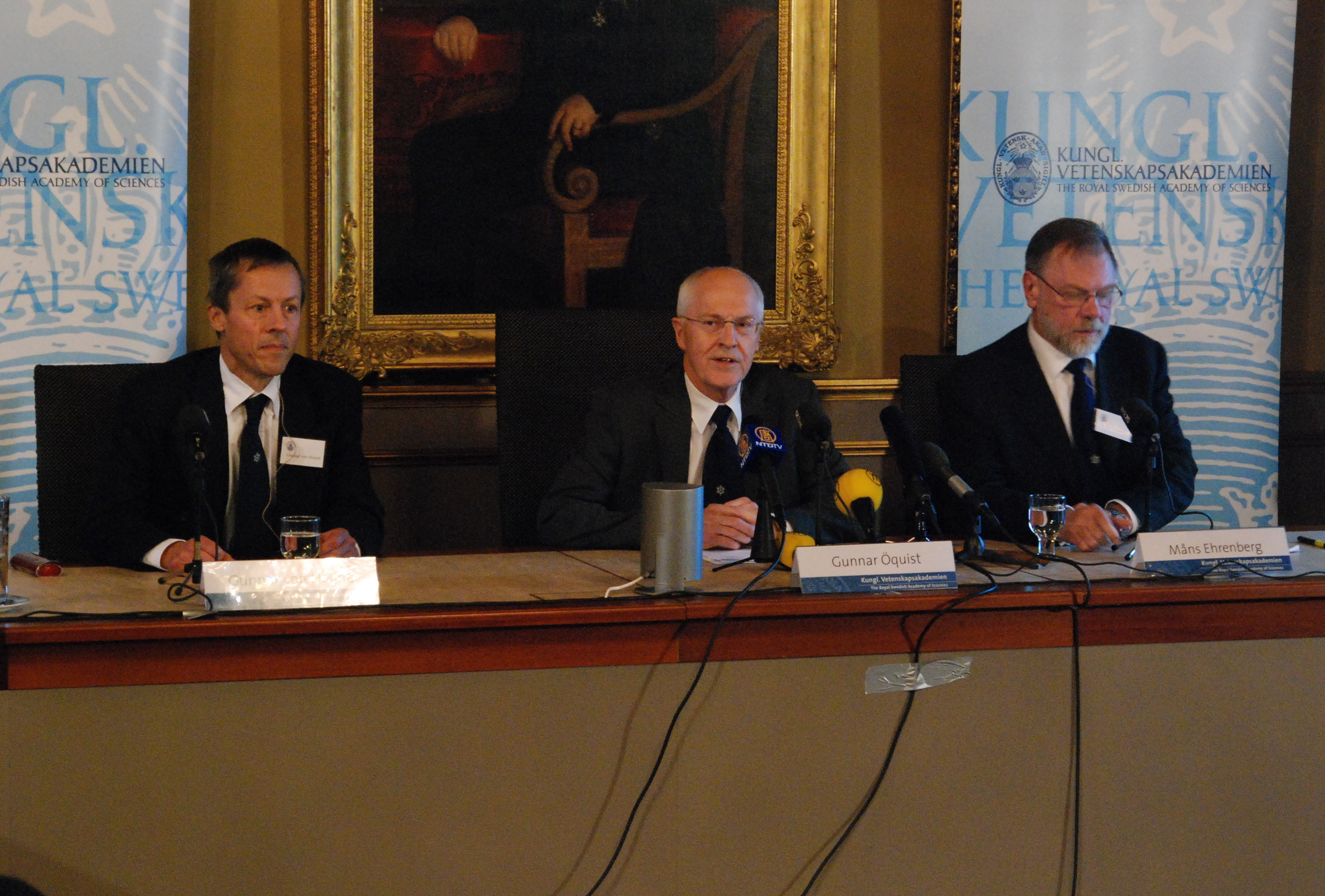
Presskonferens för tillkännagivandet av vilka som kommer att få Nobels kemipris 2008. Gunnar von Heijne, Gunnar Öquist och Måns Ehrenberg

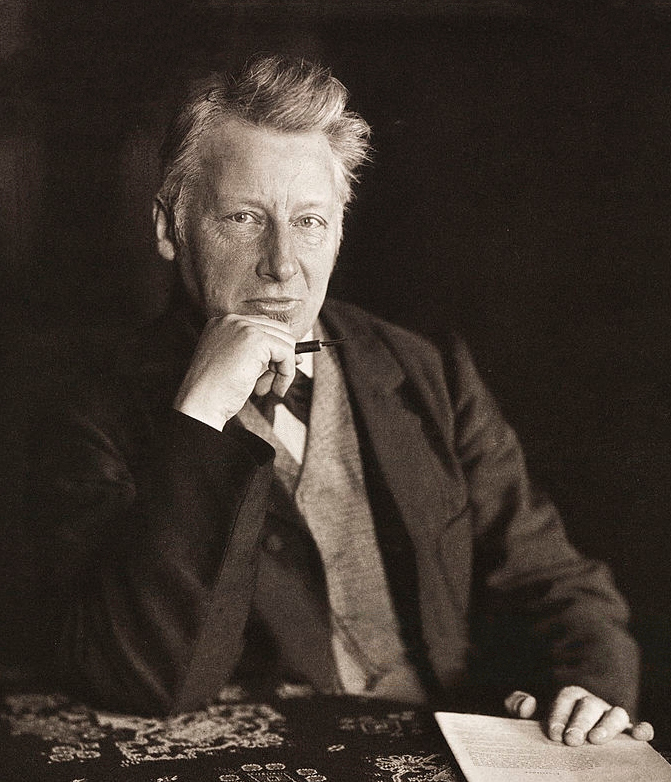
Jacobus Henricus van ’t Hoff tilldelades 1901 det första Nobelpriset i kemi.

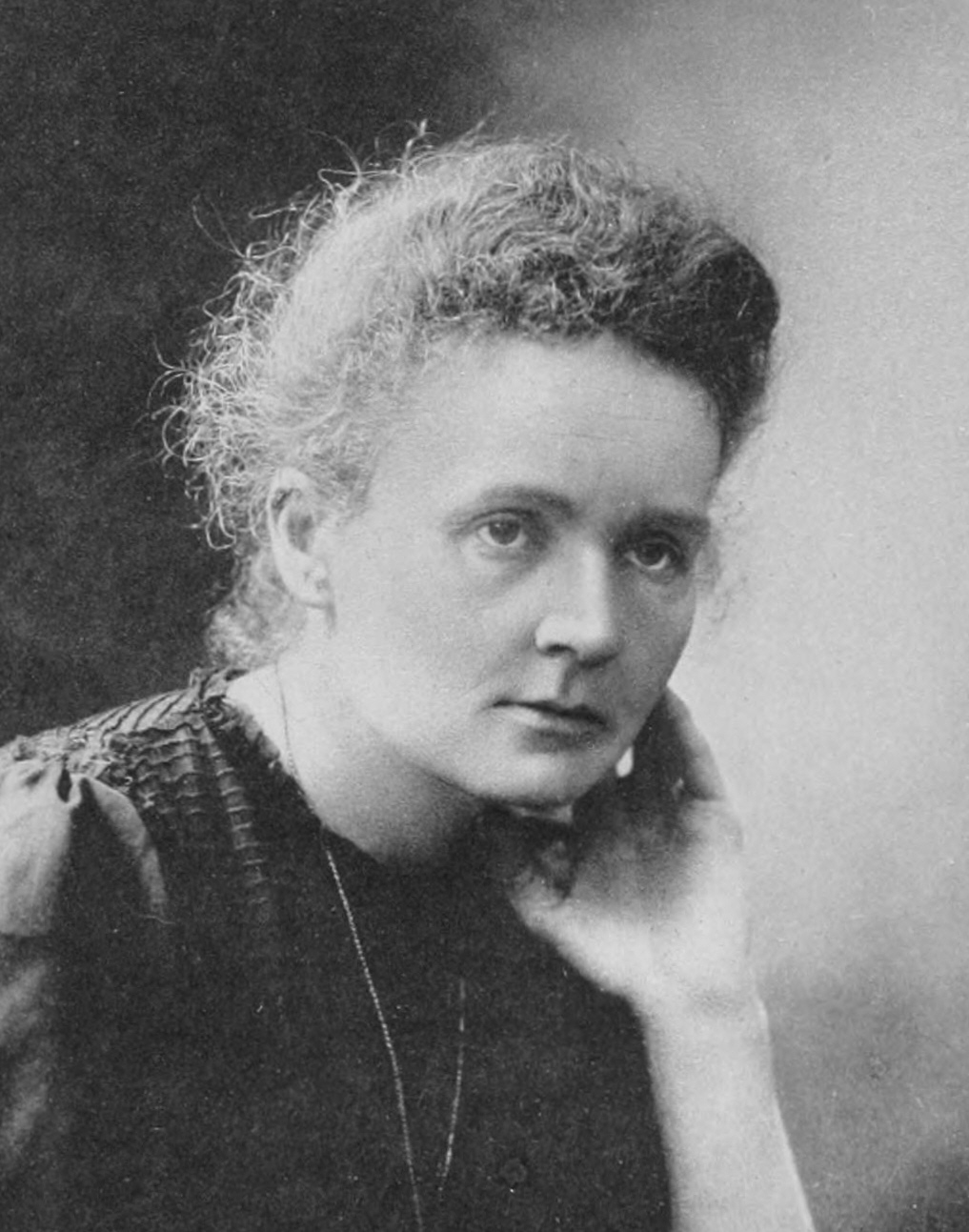
Marie Curie, 1911 års kemipristagare, var den första kvinna som fick Nobelpriset i kemi. Hon tilldelades även 1903 års Nobelpris i fysik.

Nobelpriset i kemi delas ut årligen av Kungliga Vetenskapsakademien till naturvetare inom kemins olika områden. Det är ett av de fem nobelpris som etablerades genom Alfred Nobels testamente från 1895 och delas ut för enastående bidrag inom kemi, fysik, litteratur, fred och fysiologi eller medicin. Alfred Nobel specificerade att ett av prisen skulle gå till den som under det gångna året ”har gjort den viktigaste kemiska upptäckt eller förbättring”. Genom Nobels föreskrifter i testamentet administreras priset av Nobelstiftelsen och delas ut av Kungliga Vetenskapsakademien. Nominerings- och utredningsarbete sköts av akademiens Nobelkommitté för kemi som består av medlemmar som väljs av Kungliga Vetenskapsakademien.
Det första Nobelpriset i kemi delades ut 1901 till Jacobus van ’t Hoff från Nederländerna. Varje pristagare får en medalj, ett diplom och en penningsumma som varierat genom åren. År 1901 fick van ’t Hoff 150 782 svenska kronor vilket var att jämföra med 8 402 670 kronor i december 2017. År 2017 gick priset till Jacques Dubochet, Joachim Frank och Richard Henderson, som delade på 9 000 000 kronor. Priset delas ut i Stockholm vid en årlig ceremoni den 10 december, på Nobels dödsdag.

## Bakgrund
Alfred Nobel skrev i sitt sista testamente att hans pengar skulle gå till att skapa en serie priser till de som gör ett viktigt arbete inom fysik, kemi, fred, fysiologi eller medicin och litteratur. Även om Nobel skrev flera testamenten under sitt liv skrevs det sista litet över ett år innan han dog, och skrevs på vid den svensk-norska klubben i Paris den 27 november 1895. Nobel testamenterade 94 procent av sina tillgångar, 31 miljoner kronor, för att etablera de fem prisen. På grund av den skepticism som omgav testamentet godkändes det inte förrän den 26 april 1897 av det norska Stortinget. Testamentets verkställare var Ragnar Sohlman och Rudolf Liljequist, som skapade Nobelstiftelsen för att ta hand om Nobels förmögenhet och att organisera priserna.
Medlemmarna av den norska Nobelkommittén som skulle dela ut fredspriset tillsattes kort efter att testamentet godkändes. De prisutgivande organisationerna blev Karolinska Institutet den 7 juni, Svenska Akademien den 9 juni, och Kungliga Vetenskapsakademien den 11 juni. Nobelstiftelsen nådde sedan en överenskommelse för riktlinjer över hur Nobelpriset skall delas ut. År 1900 kungjordes stiftelsens nyskapade statut av kung Oscar II. Enligt Nobels testamente skulle Kungliga Vetenskapsakademien dela ut priset i kemi.

## Priser och pristagare
Pristagaren får en guldmedalj, ett diplom och en summa pengar. Penningsumman beror på Nobelstiftelsens inkomst under det gångna året. Om priset ges till mer än en, delas de antingen lika mellan dem, eller för tre pristagare, kan den delas i en halva och två kvartar.

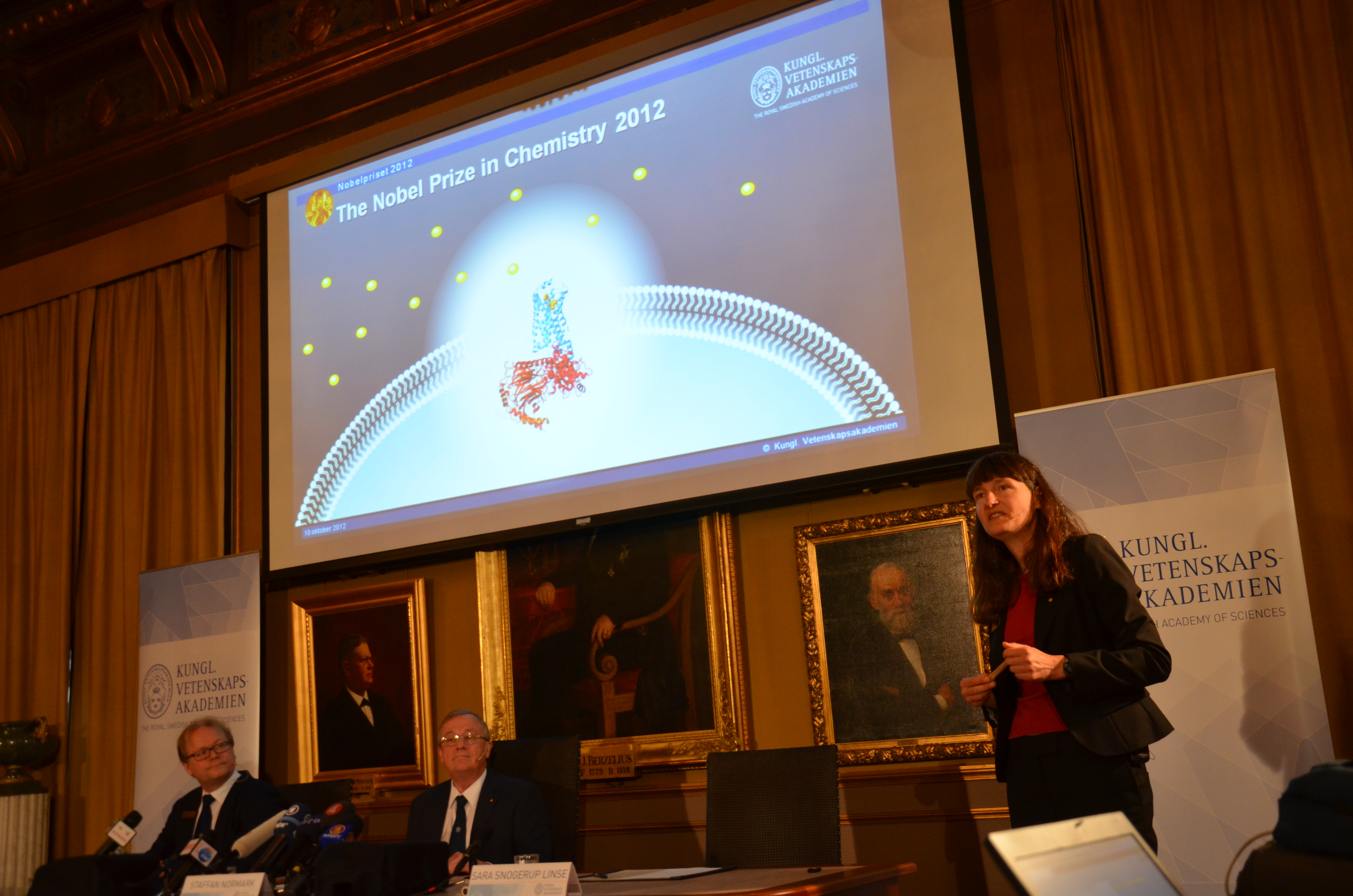
Priskommittéledamoten Sara Snogerup Linse presenterar 2012 års pristagares forskning om g-proteinkopplade receptorer på presskonferensen för tillkännagivandet av Nobelpriset i kemi 2012. Sittande: priskommittéledamoten Sven Lidin och Kungliga Vetenskapsakademiens ständige sekreterare Staffan Normark.

Åtminstone 25 pristagare har fått Nobelpris för bidrag inom organisk kemi vilket är mer än något annat av kemins fält. Två Nobelpristagare i kemi, tyskarna Richard Kuhn (1938) och Adolf Butenandt (1939), tilläts inte av sina regeringar att motta priset. De fick senare en medalj och ett diplom, men inte pengarna. Frederick Sanger och Karl Barry Sharpless är de enda som har tilldelats priset två gånger, 1958 och 1980, respektive 2001 och 2022. Två andra fick Nobelpris även i andra ämnen, Marie Curie i fysik 1903 och kemi 1911, och Linus Pauling i kemi 1954 och fred 1962. Linus Pauling är den ende som fått två odelade Nobelpris. Totalt har åtta kvinnor tilldelats kemipriset, förutom Marie Curie gavs det åt Irène Joliot-Curie (1935), Dorothy Crowfoot Hodgkin (1964), Ada E. Yonath (2009), Frances Arnold (2018), Emmanuelle Charpentier (2020), Jennifer Doudna (2020) och Carolyn Bertozzi (2022). År 2023 hade priset tilldelats 192 personer. Åtta år sedan start har inga pris delats ut.

## Lista över pristagare
| År   | Pristagare[A]        | Pristagare[A]                             | Land[B]                    | Prismotivering[C] |
| ---- | -------------------- | ----------------------------------------- | -------------------------- | --- |
| 1901 |                      | Jacobus Henricus van 't Hoff              | Nederländerna              | "[för hans] upptäckt av kemisk dynamik och osmotiskt tryck i lösningar" |
| 1902 |                      | Hermann Emil Fischer                      | Tyskland                   | "[för] hans arbete med socker- och purinsyntes" |
| 1903 |                      | Svante August Arrhenius                   | Sverige                    | "[för] hans elektrolytiska dissociationsteori" |
| 1904 |                      | Sir William Ramsay                        | Storbritannien             | "[för hans] upptäckt av inerta gasformiga grundämnen i luft, och bestämning av deras plats i det periodiska systemet" |
| 1905 |                      | Johann Friedrich Wilhelm Adolf von Baeyer | Tyskland                   | "[för] förbättringen av organisk kemi och den kemiska industrin, genom hans arbete med organiska färger och hydroaromatiska föreningar" |
| 1906 |                      | Henri Moissan                             | Frankrike                  | "[för hans] undersökning och isolering av ämnet fluor, och för [den] elektriska ugn som är uppkallad efter honom" |
| 1907 |                      | Eduard Buchner                            | Tyskland                   | "för hans biokemiska efterforskningar och upptäckten av cellfri jäsning" |
| 1908 |                      | Ernest Rutherford                         | Storbritannien Nya Zeeland | "för hans undersökningar av grundämnenas förfall, och radioaktiva ämnens kemi" |
| 1909 |                      | Wilhelm Ostwald                           | Tyskland                   | "[för] hans arbete med katalys och för hans undersökningar inom de fundamentala principerna som styr kemisk jämvikt och reaktionshastigheter" |
| 1910 |                      | Otto Wallach                              | Tyskland                   | "[för] hans tjänster för den organiska kemin och den kemiska industrin genom hans banbrytande arbete inom alicykliska föreningar" |
| 1911 |                      | Marie Curie, född Maria Sklodowska        | Polen / Frankrike          | "[för] upptäckandet av grundämnena radium och polonium, genom isolering av radium och studerandet av detta märkvärdiga elements natur och föreningar" |
| 1912 |                      | Victor Grignard                           | Frankrike                  | "för upptäckandet av [...] Grignardreaktionen" |
| 1912 |                      | Paul Sabatier                             | Frankrike                  | "för hans metod att hydrogenera organiska föreningar i närvaro av finfördelad metall" |
| 1913 |                      | Alfred Werner                             | Schweiz                    | "[för] hans arbete med bindningar mellan atomer i molekyler [...] speciellt inom oorganisk kemi" |
| 1914 |                      | Theodore William Richards                 | USA                        | "[för] hans exakta bestämningar av atomvikter hos ett stort antal kemiska grundämnen" |
| 1915 |                      | Richard Martin Willstätter                | Tyskland                   | "för hans efterforskningar på växtpigment, i synnerhet klorofyll" |
| 1916 | Ej utdelat[D]        | Ej utdelat[D]                             | Ej utdelat[D]              | Ej utdelat[D] |
| 1917 | Ej utdelat           | Ej utdelat                                | Ej utdelat                 | Ej utdelat |
| 1918 |                      | Fritz Haber                               | Tyskland                   | "för synteser av ammoniak från dess grundämnen" |
| 1919 | Ej utdelat           | Ej utdelat                                | Ej utdelat                 | Ej utdelat |
| 1920 |                      | Walther Hermann Nernst                    | Tyskland                   | "[för] hans arbete i termokemi" |
| 1921 |                      | Frederick Soddy                           | Storbritannien             | "för hans bidrag till vår kunskap om radioaktiva substansers kemi, och hans undersökningar i isotopers ursprung och natur" |
| 1922 |                      | Francis William Aston                     | Storbritannien             | "för hans upptäckt, medelst hans masspektrograf, av stabil isotoper, i ett stort antal icke radioaktiva grundämnen, och för hans formulering av heltalsregeln"                                                                                             |
| 1923 |                      | Fritz Pregl                               | Österrike                  | "för hans uppfinning av mikroanalysmetoden av organiska substanser" |
| 1924 | Ej utdelat           | Ej utdelat                                | Ej utdelat                 | Ej utdelat |
| 1925 |                      | Richard Zsigmondy                         | Tyskland / Ungern          | "för hans demonstration av kolloida lösningars heterogena natur och för de metoder han använde" |
| 1926 |                      | The (Theodor) Svedberg                    | Sverige                    | "för sina arbeten om dispersa system" |
| 1927 |                      | Heinrich Otto Wieland                     | Tyskland                   | "för hans undersökningar i gallsyror och liknande substansers uppbyggnad" |
| 1928 |                      | Adolf Windaus                             | Tyskland                   | "[för] hans efterforskningar i sterolers uppbyggnad och deras koppling till vitaminer" |
| 1929 |                      | Arthur Harden                             | Storbritannien             | "för deras undersökningar av jäsning av socker och jäsningsenzymer" |
| 1929 |                      | Hans von Euler-Chelpin                    | Tyskland / Sverige         | "för deras undersökningar av jäsning av socker och jäsningsenzymer" |
| 1930 |                      | Hans Fischer                              | Tyskland                   | "för hans forskning om strukturen hos hemin och klorofyll, samt i synnerhet för hans syntes av hemin" |
| 1931 |                      | Carl Bosch                                | Tyskland                   | "[för] deras bidrag till uppfinnandet och utvecklandet av kemiska högtrycksmetoder" (Bergiusprocessen och Haber-Boschprocessen) |
| 1931 |                      | Friedrich Bergius                         | Tyskland                   | "[för] deras bidrag till uppfinnandet och utvecklandet av kemiska högtrycksmetoder" (Bergiusprocessen och Haber-Boschprocessen) |
| 1932 |                      | Irving Langmuir                           | USA                        | "för hans upptäckter och undersökningar i ytkemin" |
| 1933 | Ej utdelat[E]        | Ej utdelat[E]                             | Ej utdelat[E]              | Ej utdelat[E] |
| 1934 |                      | Harold Urey                               | USA                        | "för hans upptäckt av tungt väte" |
| 1935 |                      | Frédéric Joliot                           | Frankrike                  | "[för] deras syntes av nya radioaktiva grundämnen" |
| 1935 |                      | Irène Joliot-Curie                        | Frankrike                  | "[för] deras syntes av nya radioaktiva grundämnen" |
| 1936 |                      | Petrus (Peter) Josephus Wilhelmus Debye   | Nederländerna              | "[för hans arbete om] molekylär struktur genom hans undersökningar om dipolmoment och röntgen- och elektrondiffraktion i gaser" |
| 1937 |                      | Walter Norman Haworth                     | Storbritannien             | "för hans undersökningar om kolhydrater och vitamin C" |
| 1937 |                      | Paul Karrer                               | Schweiz                    | "för hans undersökningar om karotenoider, flaviner och vitamin A och B2" |
| 1938 |                      | Richard Kuhn                              | Tyskland                   | "för hans arbete om karotenoider och vitaminer" |
| 1939 |                      | Adolf Friedrich Johann Butenandt          | Tyskland                   | "för hans arbete om könshormoner" |
| 1939 |                      | Leopold Ruzicka                           | Schweiz                    | "för hans studier av polymetylener och högre terpener" |
| 1940 | Ej utdelat           | Ej utdelat                                | Ej utdelat                 | Ej utdelat |
| 1941 | Ej utdelat           | Ej utdelat                                | Ej utdelat                 | Ej utdelat |
| 1942 | Ej utdelat           | Ej utdelat                                | Ej utdelat                 | Ej utdelat |
| 1943 |                      | George de Hevesy                          | Ungern                     | "för hans arbete om användandet av isotoper som spårare i studerandet av kemiska processer" |
| 1944 |                      | Otto Hahn                                 | Tyskland                   | "för hans upptäckt av fission av tunga atomkärnor" |
| 1945 |                      | Artturi Ilmari Virtanen                   | Finland                    | "för hans forskning och uppfinningar inom agrikulturell och näringsmässig kemi, i synnerhet för hans foderkonserveringsmetod" |
| 1946 |                      | James Batcheller Sumner                   | USA                        | "för hans upptäckt att enzymer kan kristalliseras" |
| 1946 |                      | John Howard Northrop                      | USA                        | "för deras tillredning av enzymer och virusproteiner i en ren form |
| 1946 |                      | Wendell Stanley                           | USA                        | "för deras tillredning av enzymer och virusproteiner i en ren form |
| 1947 |                      | Sir Robert Robinson                       | Storbritannien             | "för hans undersökningar om växtprodukter av biologisk betydelse, i synnerhet alkaloiderna" |
| 1948 |                      | Arne Wilhelm Kaurin Tiselius              | Sverige                    | "för hans forskning om elektrofores och adsorptionsanalys, i synnerhet för hans upptäckter rörande serumproteiners komplexa natur" |
| 1949 |                      | William Francis Giauque                   | USA                        | "för hans bidrag i fältet kemisk termodynamik, framförallt rörande substansers beteende vid extremt låga temperaturer" |
| 1950 |                      | Otto Paul Hermann Diels                   | Västtyskland               | "för deras upptäckt och utvecklande av diensyntesen" |
| 1950 |                      | Kurt Alder                                | Västtyskland               | "för deras upptäckt och utvecklande av diensyntesen" |
| 1951 |                      | Edwin Mattison McMillan                   | USA                        | "för deras upptäckter inom transuranernas kemi" |
| 1951 |                      | Glenn Theodore Seaborg                    | USA                        | "för deras upptäckter inom transuranernas kemi" |
| 1952 |                      | Archer John Porter Martin                 | Storbritannien             | "för deras uppfinning av fördelningskromatografi" |
| 1952 |                      | Richard Laurence Millington Synge         | Storbritannien             | "för deras uppfinning av fördelningskromatografi" |
| 1953 |                      | Hermann Staudinger                        | Västtyskland               | "för hans upptäckter inom fältet makromolekylär kemi" |
| 1954 |                      | Linus Carl Pauling                        | USA                        | "för hans forskning inom kemiska bindningars natur och kartläggning av komplexa föreningars struktur" |
| 1955 |                      | Vincent du Vigneaud                       | USA                        | "för hans arbete med biokemiskt viktiga svavelföreningar, i synnerhet för den första syntesen av ett polypeptidhormon" |
| 1956 |                      | Sir Cyril Norman Hinshelwood              | Storbritannien             | "för deras forskningar inom mekanismen av kemiska reaktioner" |
| 1956 |                      | Nikolay Nikolaevich Semenov               | Sovjetunionen              | "för deras forskningar inom mekanismen av kemiska reaktioner" |
| 1957 |                      | Lord (Alexander R.) Todd                  | Storbritannien             | "för hans arbete med nukleotider och nukleotida kofaktorer" |
| 1958 |                      | Frederick Sanger                          | Storbritannien             | "för hans arbete med proteiners strukturer, speciellt insulinets" |
| 1959 |                      | Jaroslav Heyrovský                        | Tjeckoslovakien            | "för hans upptäckt och utvecklande av de polarografiska analysmetoderna" |
| 1960 |                      | Willard Frank Libby                       | USA                        | "för hans metod att använda kol-14 för åldersbestämning inom arkeologi, geologi, geofysik och andra vetenskapliga grenar" |
| 1961 |                      | Melvin Calvin                             | USA                        | "för hans efterforskningar om koldioxidassimilering i plantor" |
| 1962 |                      | Max Ferdinand Perutz                      | Storbritannien             | "för deras studier av globulära proteiners strukturer" |
| 1962 | John Cowdery Kendrew | John Cowdery Kendrew                      | Storbritannien             | "för deras studier av globulära proteiners strukturer" |
| 1963 |                      | Karl Ziegler                              | Västtyskland               | "för deras upptäckter i det kemiska och teknologiska fältet av höga polymer" |
| 1963 |                      | Giulio Natta                              | Italien                    | "för deras upptäckter i det kemiska och teknologiska fältet av höga polymer" |
| 1964 |                      | Dorothy Crowfoot Hodgkin                  | Storbritannien             | "för hennes determinationer med röntgentekniker av viktiga biokemiska substansers strukturer" |
| 1965 |                      | Robert Burns Woodward                     | USA                        | "för hans enastående åstadkommanden inom organiska synteser" |
| 1966 |                      | Robert S. Mulliken                        | USA                        | "för hans fundamentala arbete rörande kemiska bindningar och molekylers elektroniska strukturer genom molekylorbitalmetoden" |
| 1967 |                      | Manfred Eigen                             | Västtyskland               | "för deras studier av extremt snabba kemiska reaktioner, åstadkommet genom att störa jämvikten med hjälp av väldigt korta energipulser" |
| 1967 |                      | Ronald George Wreyford Norrish            | Storbritannien             | "för deras studier av extremt snabba kemiska reaktioner, åstadkommet genom att störa jämvikten med hjälp av väldigt korta energipulser" |
| 1967 |                      | George Porter                             | Storbritannien             | "för deras studier av extremt snabba kemiska reaktioner, åstadkommet genom att störa jämvikten med hjälp av väldigt korta energipulser" |
| 1968 |                      | Lars Onsager                              | USA                        | "för upptäckandet av reciproka relationer som är uppkallade efter honom, vilka är fundamentala för irreversibla processers termodynamik" |
| 1969 |                      | Derek H. R. Barton                        | Storbritannien             | "för deras bidrag till utvecklandet av konformation och dess applikation i kemin" |
| 1969 |                      | Odd Hassel                                | Norge                      | "för deras bidrag till utvecklandet av konformation och dess applikation i kemin" |
| 1970 |                      | Luis F. Leloir                            | Argentina                  | "för hans upptäckt av sockernukleotider och deras roll i biosyntesen av kolhydrater" |
| 1971 |                      | Gerhard Herzberg                          | Kanada                     | "för hans bidrag till kunskapen om elektronisk struktur och geometri av molekyler, speciellt fria radikaler" |
| 1972 |                      | Christian B. Anfinsen                     | USA                        | "för hans arbete med ribonukleas, speciellt rörande kopplingen mellan aminosyrasekvensen och den biologiskt aktiva konformationen" |
| 1972 |                      | Stanford Moore                            | USA                        | "för deras bidrag till förståelsen av kopplingen mellan kemisk struktur och katalytisk aktivitet hos det aktiva sätet i ribonukleasmolekylen" |
| 1972 |                      | William H. Stein                          | USA                        | "för deras bidrag till förståelsen av kopplingen mellan kemisk struktur och katalytisk aktivitet hos det aktiva sätet i ribonukleasmolekylen" |
| 1973 |                      | Ernst Otto Fischer                        | Västtyskland               | "för deras banbrytande arbete, utfört enskilt, inom den metallorganiska kemin, så kallade sandwichföreningar" |
| 1973 |                      | Geoffrey Wilkinson                        | Storbritannien             | "för deras banbrytande arbete, utfört enskilt, inom den metallorganiska kemin, så kallade sandwichföreningar" |
| 1974 |                      | Paul J. Flory                             | USA                        | "för hans fundamentala arbete, både teoretiskt och experimentellt, i makromolekylers fysikaliska kemi" |
| 1975 |                      | John Warcup Cornforth                     | Australien Storbritannien  | "för hans arbete med enzymkatalyserande reaktioners stereokemi" |
| 1975 |                      | Vladimir Prelog                           | Schweiz                    | "för hans forskning om organiska molekylers och reaktioners stereokemi" |
| 1976 |                      | William N. Lipscomb                       | USA                        | "för hans studier av boraners illuminerande problem av kemisk bindning" |
| 1977 |                      | Ilya Prigogine                            | Belgien                    | "för hans bidrag till icke-jämviktstermodynamik, i synnerhet för teorin om dissipativa strukturer" |
| 1978 |                      | Peter D. Mitchell                         | Storbritannien             | "för hans bidrag till förståelsen av biologisk energiöverföring genom formuleringen av den kemiosmotika teorin" |
| 1979 |                      | Herbert C. Brown                          | USA                        | "för deras utveckling av användandet av bor- och fosforinnehållande föreningar, respektivt, till viktiga reagens i organisk syntes" |
| 1979 |                      | Georg Wittig                              | Västtyskland               | "för deras utveckling av användandet av bor- och fosforinnehållande föreningar, respektivt, till viktiga reagens i organisk syntes" |
| 1980 |                      | Paul Berg                                 | USA                        | "för hans fundamentala studier av nukleinsyrors biokemi, med särskilt hänseende till rekombinant DNA" |
| 1980 | Walter Gilbert       | Walter Gilbert                            | USA                        | "för deras bidrag rörande bestämning av bassekvenser i nukleinsyror" |
| 1980 | Frederick Sanger     | Frederick Sanger                          | Storbritannien             | "för deras bidrag rörande bestämning av bassekvenser i nukleinsyror" |
| 1981 |                      | Kenichi Fukui                             | Japan                      | "för deras teorier, utvecklade enskilt, rörande kemiska reaktioners förlopp" |
| 1981 |                      | Roald Hoffmann                            | USA                        | "för deras teorier, utvecklade enskilt, rörande kemiska reaktioners förlopp" |
| 1982 |                      | Aaron Klug                                | Storbritannien             | "för hans utveckling av kristallografisk elektronmikroskopi och hans strukturella bestämning av biologiskt viktiga nukleinsyraproteinkomplex" |
| 1983 |                      | Henry Taube                               | USA                        | "för hans arbete med elektronöverföringsreaktioner, speciellt i metallkomplex" |
| 1984 |                      | Robert Bruce Merrifield                   | USA                        | "för hans utveckling av metodologin för kemiska synteser på fast matris" |
| 1985 |                      | Herbert A. Hauptman                       | USA                        | "för deras enastående åstadkommanden med att utveckla direka metoder för att bestämma kristallstrukturer" |
| 1985 |                      | Jerome Karle                              | USA                        | "för deras enastående åstadkommanden med att utveckla direka metoder för att bestämma kristallstrukturer" |
| 1986 | Dudley R. Herschbach | Dudley R. Herschbach                      | USA                        | "för deras bidrag rörande de kemiska processernas dynamik" |
| 1986 |                      | Yuan T. Lee                               | USA                        | "för deras bidrag rörande de kemiska processernas dynamik" |
| 1986 |                      | John C. Polanyi                           | Kanada / Ungern            | "för deras bidrag rörande de kemiska processernas dynamik" |
| 1987 |                      | Donald J. Cram                            | USA                        | "för deras utveckling och användande av molekyler med strukturspecifika interaktioner av hög selektivitet" |
| 1987 | Jean-Marie Lehn      | Jean-Marie Lehn                           | Frankrike                  | "för deras utveckling och användande av molekyler med strukturspecifika interaktioner av hög selektivitet" |
| 1987 |                      | Charles J. Pedersen                       | USA                        | "för deras utveckling och användande av molekyler med strukturspecifika interaktioner av hög selektivitet" |
| 1988 |                      | Johann Deisenhofer                        | Västtyskland               | "för deras bestämning av den tredimensionella strukturen hos ett fotosyntetiskt reaktionscentrum" |
| 1988 | Robert Huber         | Robert Huber                              | Västtyskland               | "för deras bestämning av den tredimensionella strukturen hos ett fotosyntetiskt reaktionscentrum" |
| 1988 |                      | Hartmut Michel                            | Västtyskland               | "för deras bestämning av den tredimensionella strukturen hos ett fotosyntetiskt reaktionscentrum" |
| 1989 |                      | Sidney Altman                             | Kanada USA                 | "för deras upptäckt av RNA:s katalytiska egenskaper" |
| 1989 | Thomas R. Cech       | Thomas R. Cech                            | USA                        | "för deras upptäckt av RNA:s katalytiska egenskaper" |
| 1990 |                      | Elias James Corey                         | USA                        | "för hans utveckling av organiska syntesers teori och metodologi" |
| 1991 |                      | Richard R. Ernst                          | Schweiz                    | "för hans bidrag till utvecklingen av högupplöst kärnmagnetisk resonansspektroskopi (NMR)" |
| 1992 |                      | Rudolph A. Marcus                         | USA                        | "för hans bidrag till teorin om elektronöverföringsreaktioner i kemiska system" |
| 1993 |                      | Kary B. Mullis                            | USA                        | "för bidrag till utvecklingen av metoder inom den DNA-baserade kemin [...] för hans uppfinning av polymeraskedjereaktionsmetoden (PCR)" |
| 1993 |                      | Michael Smith                             | Kanada                     | "för bidrag till utvecklingen av metoder inom den DNA-baserade kemin [...] för hans fundamentala bidrag till etablerandet av oligonukleotidbaserade sätesdirigerad mutagenes och dess utveckling för proteinstudier"                                       |
| 1994 |                      | George A. Olah                            | USA / Ungern               | "för hans bidrag till karbokatjonskemin" |
| 1995 |                      | Paul J. Crutzen                           | Nederländerna              | "för deras arbete inom den atmosfäriska kemin, speciellt rörande formationen och upplösningen av ozon" |
| 1995 |                      | Mario J. Molina                           | USA                        | "för deras arbete inom den atmosfäriska kemin, speciellt rörande formationen och upplösningen av ozon" |
| 1995 |                      | F. Sherwood Rowland                       | USA                        | "för deras arbete inom den atmosfäriska kemin, speciellt rörande formationen och upplösningen av ozon" |
| 1996 |                      | Robert F. Curl Jr.                        | USA                        | "för deras upptäckt av fullerener" |
| 1996 |                      | Sir Harold W. Kroto                       | Storbritannien             | "för deras upptäckt av fullerener" |
| 1996 |                      | Richard E. Smalley                        | USA                        | "för deras upptäckt av fullerener" |
| 1997 |                      | Paul D. Boyer                             | USA                        | "för deras klargörande av den enzymatiska mekanismen bakomliggande syntesen av adenosintrifosfat (ATP)" |
| 1997 |                      | John E. Walker                            | Storbritannien             | "för deras klargörande av den enzymatiska mekanismen bakomliggande syntesen av adenosintrifosfat (ATP)" |
| 1997 |                      | Jens C. Skou                              | Danmark                    | "för det först upptäckta jontransporterande enzymet, Na+, K+ -ATPas" |
| 1998 | Walter Kohn          | Walter Kohn                               | USA                        | "för hans utvecklande av täthetsfunktionalteorin" |
| 1998 |                      | John A. Pople                             | Storbritannien             | "för hans utvecklande av beräkningsmetoder inom kvantkemin" |
| 1999 |                      | Ahmed H. Zewail                           | Egypten USA                | "för hans studier av övergångstillstånden i kemiska reaktioner genom att använda femtosekundspektroskopi" |
| 2000 |                      | Alan J. Heeger                            | USA                        | "för deras upptäckt och utvecklande av ledande polymerer" |
| 2000 |                      | Alan G MacDiarmid                         | USA Nya Zeeland            | "för deras upptäckt och utvecklande av ledande polymerer" |
| 2000 |                      | Hideki Shirakawa                          | Japan                      | "för deras upptäckt och utvecklande av ledande polymerer" |
| 2001 |                      | William S. Knowles                        | USA                        | "för deras arbete med kiralt katalyserande hydrogeneringsreaktioner" |
| 2001 | Ryoji Noyori         | Ryoji Noyori                              | Japan                      | "för deras arbete med kiralt katalyserande hydrogeneringsreaktioner" |
| 2001 |                      | K. Barry Sharpless                        | USA                        | "för hans arbete med kiralt katalyserande oxidationsreaktioner" |
| 2002 | John B. Fenn         | John B. Fenn                              | USA                        | "för att ha utvecklat metoder för identifiering och strukturanalyser av biologiska makromolekyler [...] för utvecklingen av mjuka desorptonsjonisationsmetoder för masspektrometriska analyser av biologiska makromolekyler"                               |
| 2002 |                      | Koichi Tanaka                             | Japan                      | "för att ha utvecklat metoder för identifiering och strukturanalyser av biologiska makromolekyler [...] för utvecklingen av mjuka desorptonsjonisationsmetoder för masspektrometriska analyser av biologiska makromolekyler"                               |
| 2002 | Kurt Wüthrich        | Kurt Wüthrich                             | Schweiz                    | "för utvecklandet av metoder för identifiering och strukturanalyser av biologiska makromolekyler [...] för hans utveckling av kärnmagnetisk resonansspektroskopi för att bestämma den tredimensionella strukturen hos biologiska makromolekyler i lösning" |
| 2003 |                      | Peter Agre                                | USA                        | "för upptäckter rörande kanaler i cellmembran [...] för upptäckten av vattenkanaler" |
| 2003 | Roderick MacKinnon   | Roderick MacKinnon                        | USA                        | "för upptäckter rörande kanaler i cellmembran [...] för strukturella och mekaniska studier av jonkanaler" |
| 2004 |                      | Aaron Ciechanover                         | Israel                     | "för upptäckten av ubiquitinmedierad proteinnedbrytning" |
| 2004 |                      | Avram Hershko                             | Israel                     | "för upptäckten av ubiquitinmedierad proteinnedbrytning" |
| 2004 |                      | Irwin Rose                                | USA                        | "för upptäckten av ubiquitinmedierad proteinnedbrytning" |
| 2005 |                      | Yves Chauvin                              | Frankrike                  | "för utvecklandet av metatesmetoden inom organisk syntes" |
| 2005 | Robert Grubbs        | Robert H. Grubbs                          | USA                        | "för utvecklandet av metatesmetoden inom organisk syntes" |
| 2005 |                      | Richard R. Schrock                        | USA                        | "för utvecklandet av metatesmetoden inom organisk syntes" |
| 2006 |                      | Roger D. Kornberg                         | USA                        | "för hans studier av den molekylära grunden för eukaryot transkription" |
| 2007 |                      | Gerhard Ertl                              | Tyskland                   | "för hans studier av kemiska processer på fasta ytor" |
| 2008 |                      | Osamu Shimomura                           | USA                        | "för upptäckten och utvecklingen av grönt fluorescerande protein (GFP)" |
| 2008 |                      | Martin Chalfie                            | USA                        | "för upptäckten och utvecklingen av grönt fluorescerande protein (GFP)" |
| 2008 |                      | Roger Y. Tsien                            | USA                        | "för upptäckten och utvecklingen av grönt fluorescerande protein (GFP)" |
| 2009 |                      | Venkatraman Ramakrishnan                  | Storbritannien             | "för studier av ribosomens struktur och funktion" |
| 2009 |                      | Thomas A. Steitz                          | USA                        | "för studier av ribosomens struktur och funktion" |
| 2009 |                      | Ada E. Yonath                             | Israel                     | "för studier av ribosomens struktur och funktion" |
| 2010 |                      | Richard F. Heck                           | USA                        | "för palladiumkatalyserade korskopplingar i organisk syntes" |
| 2010 |                      | Ei-ichi Negishi                           | Japan                      | "för palladiumkatalyserade korskopplingar i organisk syntes" |
| 2010 |                      | Akira Suzuki                              | Japan                      | "för palladiumkatalyserade korskopplingar i organisk syntes" |
| 2011 |                      | Dan Shechtman                             | Israel                     | "för upptäckten av kvasikristaller" |
| 2012 |                      | Brian Kobilka                             | USA                        | "för studier av G-proteinkopplade receptorer" |
| 2012 |                      | Robert Lefkowitz                          | USA                        | "för studier av G-proteinkopplade receptorer" |
| 2013 |                      | Martin Karplus                            | Österrike/USA              | "för utvecklandet av flerskalemodeller för komplexa kemiska system" |
| 2013 |                      | Michael Levitt                            | Israel/Storbritannien/USA  | "för utvecklandet av flerskalemodeller för komplexa kemiska system" |
| 2013 |                      | Arieh Warshel                             | Israel/USA                 | "för utvecklandet av flerskalemodeller för komplexa kemiska system" |
| 2014 |                      | William E. Moerner                        | USA                        | "för utveckling av superupplöst fluorescensmikroskopi" |
| 2014 | Eric Betzig          |                                           | USA                        | "för utveckling av superupplöst fluorescensmikroskopi" |
| 2014 |                      | Stefan Hell                               | Tyskland                   | "för utveckling av superupplöst fluorescensmikroskopi" |
| 2015 |                      | Tomas Lindahl                             | Sverige                    | "för mekanistiska studier av DNA-reparation" |
| 2015 |                      | Paul Modrich                              | USA                        | "för mekanistiska studier av DNA-reparation" |
| 2015 |                      | Aziz Sancar                               | Turkiet/USA                | "för mekanistiska studier av DNA-reparation" |
| 2016 |                      | Jean-Pierre Sauvage                       | Frankrike                  | "för design och syntes av molekylära maskiner" |
| 2016 |                      | Fraser Stoddart                           | USA                        | "för design och syntes av molekylära maskiner" |
| 2016 |                      | Ben Feringa                               | Nederländerna              | "för design och syntes av molekylära maskiner" |
| 2017 |                      | Jacques Dubochet                          | Schweiz                    | "för utveckling av kryoelektronmikroskopi för högupplösande strukturbestämning av biomolekyler i lösning" |
| 2017 |                      | Joachim Frank                             | USA                        | "för utveckling av kryoelektronmikroskopi för högupplösande strukturbestämning av biomolekyler i lösning" |
| 2017 |                      | Richard Henderson                         | Storbritannien             | "för utveckling av kryoelektronmikroskopi för högupplösande strukturbestämning av biomolekyler i lösning" |
| 2018 |                      | Frances Arnold                            | USA                        | "för den riktade evolutionen av enzymer" |
| 2018 |                      | George P. Smith                           | USA                        | "för fagdisplay av peptider och antikroppar" |
| 2018 |                      | Gregory P. Winter                         | Storbritannien             | "för fagdisplay av peptider och antikroppar" |
| 2019 |                      | John B. Goodenough                        | USA                        | "för utveckling av litiumjonbatterier" |
| 2019 |                      | M. Stanley Whittingham                    | USA                        | "för utveckling av litiumjonbatterier" |
| 2019 |                      | Akira Yoshino                             | Japan                      | "för utveckling av litiumjonbatterier" |
| 2020 |                      | Emmanuelle Charpentier                    | Frankrike                  | "för utveckling av en metod för genomeditering" |
| 2020 |                      | Jennifer Doudna                           | USA                        | "för utveckling av en metod för genomeditering" |
| 2021 |                      | Benjamin List                             | Tyskland                   | "för utveckling av asymmetrisk organokatalys" |
| 2021 |                      | David W.C. MacMillan                      | Storbritannien             | "för utveckling av asymmetrisk organokatalys" |
| 2022 |                      | Carolyn Bertozzi                          | USA                        | "för utveckling av klickkemi och bioortogonal kemi" |
| 2022 |                      | Morten Meldal                             | Danmark                    | "för utveckling av klickkemi och bioortogonal kemi" |
| 2022 |                      | Karl Barry Sharpless                      | USA                        | "för utveckling av klickkemi och bioortogonal kemi" |
| 2023 |                      | Louis Brus                                | USA                        | "för upptäckt och syntes av kvantprickar" |
| 2023 |                      | Moungi Bawendi                            | USA                        | "för upptäckt och syntes av kvantprickar" |
| 2023 |                      | Aleksej Ekimov                            | Ryssland/USA               | "för upptäckt och syntes av kvantprickar" |
| 2024 |                      | David Baker                               | USA                        | "för datorbaserad proteindesign" |
| 2024 |                      | Demis Hassabis                            | Storbritannien             | ”för proteinstrukturprediktion” |
| 2024 |                      | John M. Jumper                            | USA                        | ”för proteinstrukturprediktion” |

## Antal priser efter land
Om två personer av två olika nationaliteter delar på ett pris får båda länderna en halv "poäng".

| Nation          | Antal priser |
| --------------- | ------------ |
| USA             | 63,5         |
| Tyskland        | 29           |
| Storbritannien  | 26           |
| Frankrike       | 8            |
| Schweiz         | 6            |
| Japan           | 6            |
| Israel          | 4            |
| Sverige         | 4            |
| Kanada          | 3,5          |
| Nederländerna   | 3            |
| Danmark         | 2            |
| Argentina       | 1            |
| Belgien         | 1            |
| Finland         | 1            |
| Italien         | 1            |
| Nya Zeeland     | 1            |
| Norge           | 1            |
| Österrike       | 1            |
| Polen           | 1            |
| Sovjetunionen   | 1            |
| Tjeckoslovakien | 1            |
| Ungern          | 1            |
| Egypten         | 0,5          |
| Australien      | 0,5          |
| Turkiet         | 0,5          |